# Time Pilot
Time Pilot is een computerspel dat werd ontwikkeld door de Japanse computerspellenfabrikant Konami. Het spel bedacht zijn door Yoshiki Okamoto. Het spel kwam in 1982 uit als arcadespel en werd een jaar later uitgebracht voor diverse homecomputers. In 1983 kwam het spel uit voor de Atari 2600, ColecoVision en MSX. Coleco kondigde ook aan een versie voor de Intellivision uit te brengen, maar dat is nooit gebeurd. Wel kwam in 2006 een Xbox 360 versie uit.
TimePilot is een schietspel waarbij de speler met een vliegtuig Squadrons van vliegtuigen moet neerschieten. Na elk level volgt een eindbaas en wanneer deze overwonnen is begint een nieuw level. Het spel begint in 1910 en elk hoger level gaat de speler vooruit in de tijd en verandert de achtergrondkleur. Soms verschijnt er een parachute in het spel, wanneer deze gepakt wordt krijgt de speler bonuspunten.
Het spel kan met één of met twee spelers om de beurt gespeeld worden.

## Levels
Het spel kent vijf levels:
- 1910: Dubbeldekkers en een blimp
- 1940: Eendekkers en een B-25
- 1970: Helikopters en een blauwe CH-47
- 1982: Jets en een B-52.
- 2001: Ufo's

## Platforms
| jaar | platform                      |
| ---- | ----------------------------- |
| 1982 | Arcade                        |
| 1983 | Atari 2600, ColecoVision, MSX |
| 2004 | i-mode phone (Japan)          |

Het spel kwam ook uit voor de:
- PlayStation (1997: Konami Antiques: MSX Collection Vol. 3 en 1999: Konami Arcade Classics)
- Game Boy Advance (2002: Konami Collector's Series: Arcade Advanced)
- Xbox 360 (2006: Xbox Live Arcade)
- Nintendo DS  (2007 Konami Classics Series: Arcade Hits)
- Xbox 360 en PC (2010: Microsoft's Game Room)

## Ontvangst
Het spel werd wisselend ontvangen:
| Beoordeeld door         | Jaar | Platform     | Score |
| ----------------------- | ---- | ------------ | ----- |
| GotNext                 | 2006 | Xbox 360     | 80%   |
| Game Shark              | 2006 | Xbox 360     | 67%   |
| Gamer.nl                | 2007 | Xbox 360     | 60%   |
| TeleMatch               | 1984 | ColecoVision | 60%   |
| Personal Computer Games | 1985 | MSX          | 60%   |
| Game Chronicles         | 2006 | Xbox 360     | 54%   |
| IGN                     | 2006 | Xbox 360     | 50%   |
| The Video Game Critic   | 2003 | ColecoVision | 42%   |
| The Video Game Critic   | 2003 | Atari 2600   | 42%   |
| Eurogamer.net (UK)      | 2006 | Xbox 360     | 30%   |

## Trivia
- Het spel is opgenomen in het boek 1001 Video Games You Must Play Before You Die van Tony Mott.